# Limicolo

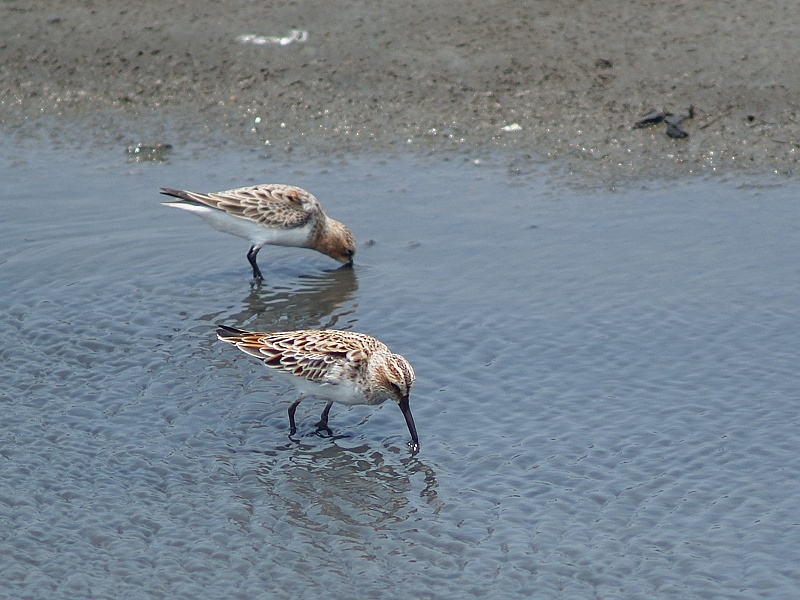
Gambecchio frullino (Limicola falcinellus)

Con il termine limìcolo si indica un vasto ed eterogeneo raggruppamento di uccelli acquatici dalle caratteristiche morfologiche simili che occupano la stessa nicchia ecologica. Il termine richiama l'abitudine di questi uccelli di abitare luoghi fangosi e paludosi; non ha valore tassonomico poiché non coincide con nessun genere, famiglia od ordine, bensì raggruppa al suo interno specie appartenenti a famiglie diverse con stili di vita simili.
Frequentano habitat costieri dalle acque poco profonde come spiagge e lagune sebbene sia possibile vederli anche in altri ambienti legati all'acqua come paludi, prati allagati e acquitrini. Non è raro vederli anche in ambienti artificiali come saline e risaie.
Molti di essi sono migratori che nidificano nelle tundre del nord Europa e dell'Asia e svernano lungo le coste atlantiche e mediterranee europee e nordafricane. 
Morfologicamente sono contraddistinti da corpi dalle forme generalmente arrotondate, becchi solitamente lunghi e sottili e zampe lunghe. La taglia può variare sensibilmente: esistono infatti specie di dimensioni ridotte come il gambecchio e altre, come l'avocetta, ben più imponenti. Hanno ali strette e appuntite. Spesso hanno colorazioni differenti a seconda dei periodi e in primavera ed autunno è possibile osservare esemplari in muta con piumaggi intermedi tra quelli nuziali estivi e quelli invernali.
Gli uccelli limicoli si nutrono di una grande varietà di invertebrati tra cui vermi policheti (nereidi e arenicole), crostacei e molluschi (specialmente bivalvi e gasteropodi) che reperiscono nelle zone intertidali.
Nidificano sul terreno, generalmente tra le erbe della tundra, delle praterie e delle brughiere. La prole è nidifuga. Sono spesso gregari e si muovono in stormi volando rapidamente e cambiando repentinamente direzione.